# Alfandary-Haus

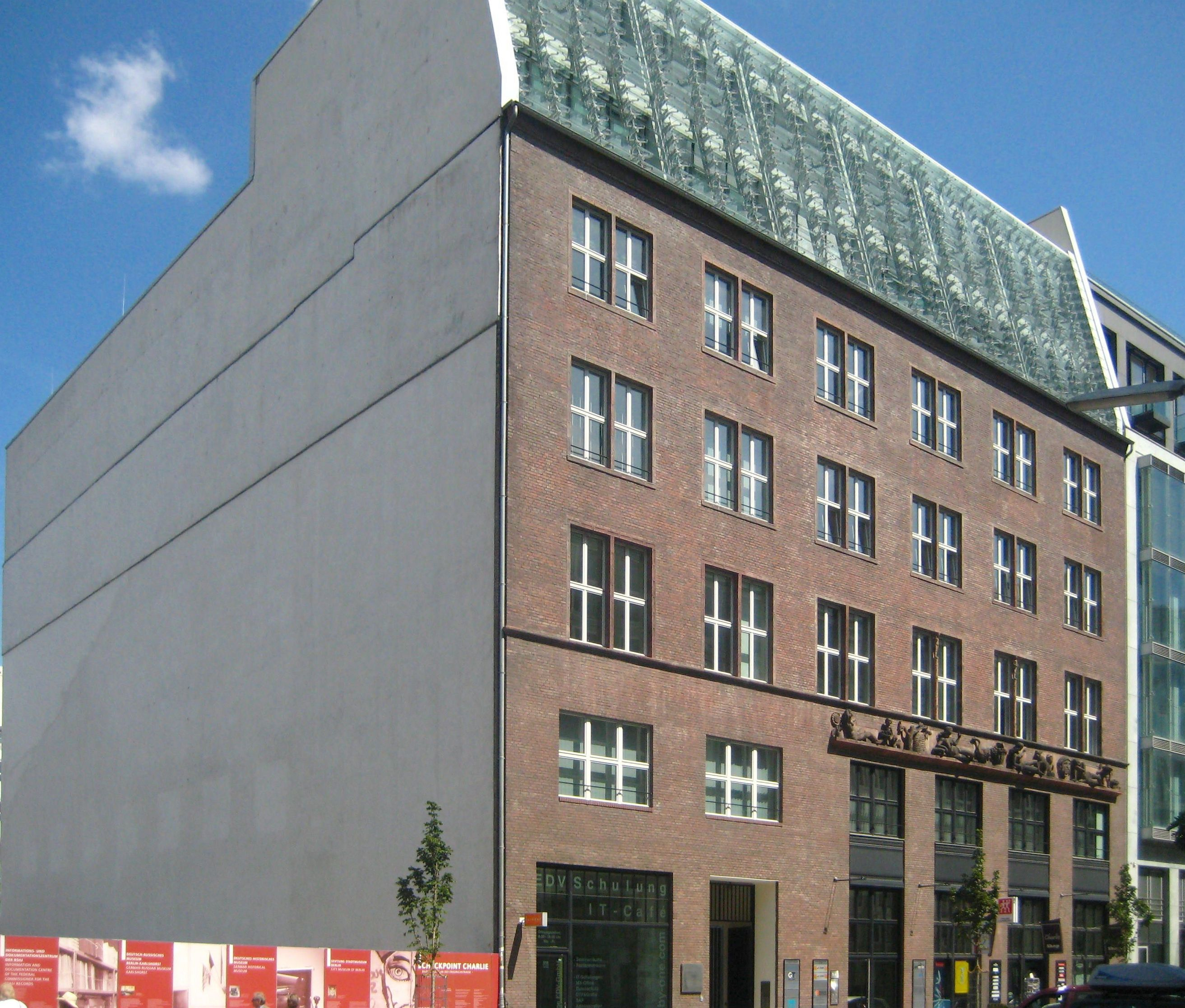
Alfandary-Haus, 2009

Das Alfandary-Haus ist ein denkmalgeschütztes Büro- und Geschäftshaus in der Zimmerstraße 79/80 im Berliner Ortsteil Mitte des gleichnamigen Bezirks, inmitten des ehemaligen Berliner Zeitungsviertels.

## Geschichte

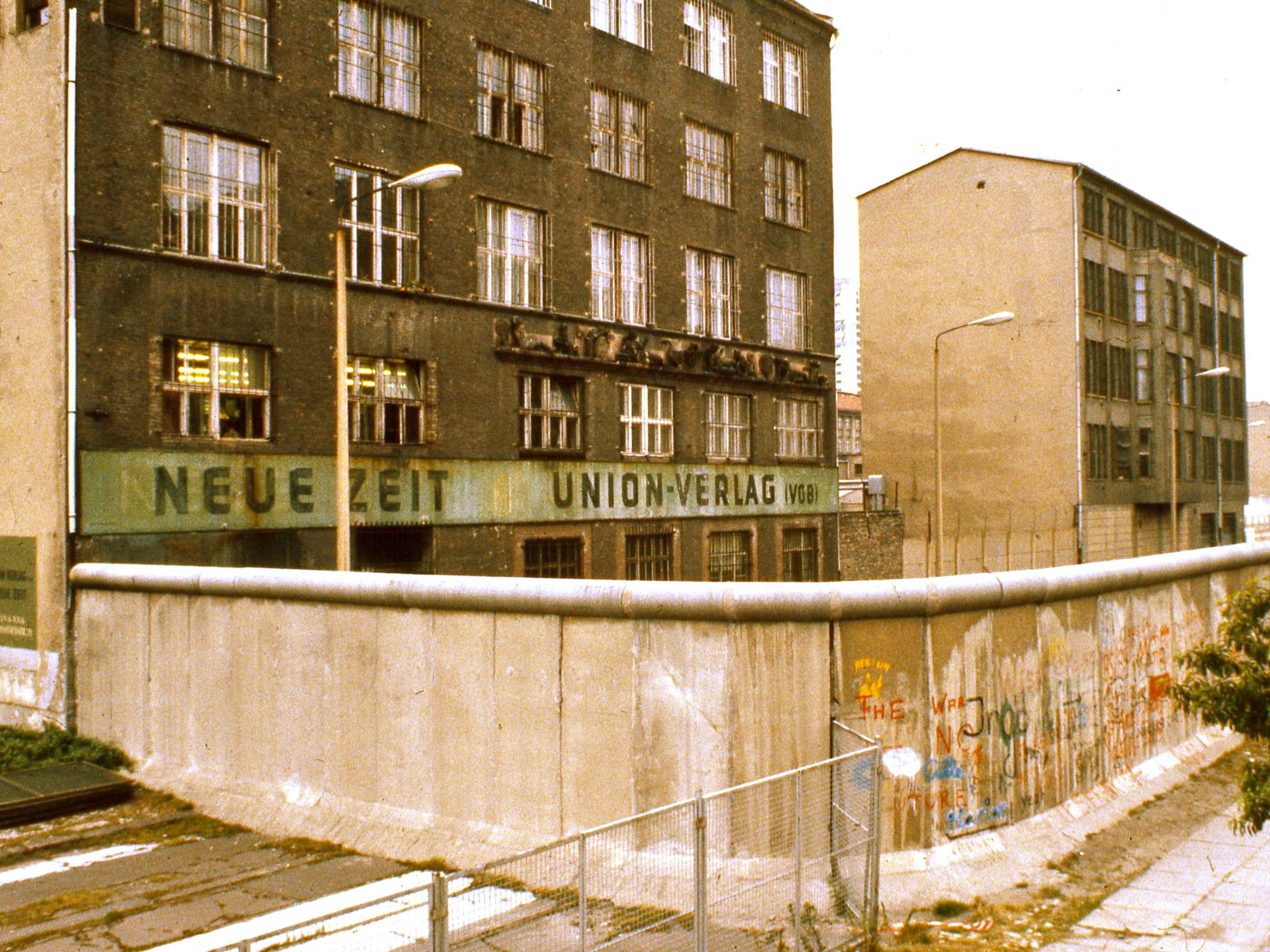
Das Gebäude als Sitz des Verlags und der Redaktion der Tageszeitung Neue Zeit, 1984

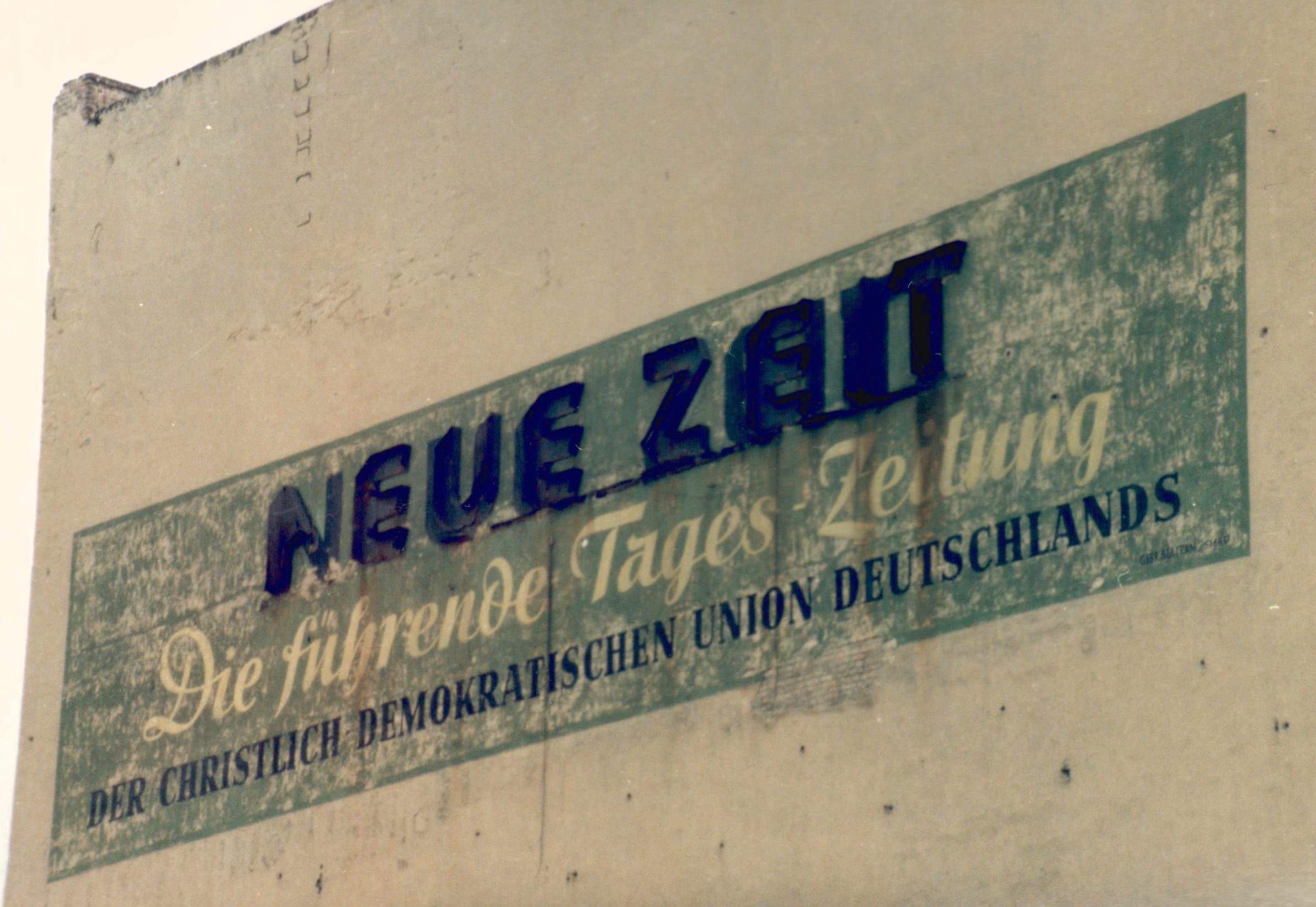
Bis zum Jahr 2000 war auf der linken Brandmauer eine auffällige Werbung für die Zeitung Neue Zeit angebracht

Das Haus wurde 1913–1914 nach Entwurf der Architekten John Martens und Arthur Vogdt mit fünf Vollgeschossen und einem Dachgeschoss errichtet. Bauherren waren die im 19. Jahrhundert aus dem Osmanischen Reich eingewanderten sephardischen Gebrüder Alfandary. Die Fassade ist vollständig verklinkert. Ein Merkmal des Hauses ist die asymmetrische Anordnung der Fenster im Erdgeschoss und ersten Obergeschoss im Gegensatz zu den weiteren Obergeschossen. Über den vier asymmetrischen Fensterachsen befindet sich im ersten Obergeschoss ein Terrakotta-Fries, unter anderem mit Allegorien des Wohlstands und des Überflusses. Ab dem zweiten Obergeschoss besteht ein Versatz der tragenden Pfeiler.
Die Nutzung des Hauses wurde ursprünglich durch eine im zweiten Obergeschoss angebrachte, jeweils rechts und links von Halbmond und Stern eingerahmte Inschrift Alfandary Frères Perser Teppiche angezeigt.
Nach dem Zweiten Weltkrieg war das Haus Sitz der Tageszeitung Neue Zeit, die der Ost-CDU gehörte. 
In den Jahren von 1999 bis 2001 wurde durch die neue Eigentümerin DEFO (heute: Union Investment Institutional GmbH) das Haus innen und außen renoviert, modernisiert und durch zwei Dachgeschosse ergänzt. Architekt war Manuel Álvarez. Die Terrakotten wurden abgenommen, da wo notwendig ergänzt, instand gesetzt und wieder angebracht. Die zwei neuen Geschosse im Dach sind zur Straßenseite verglast und mit Glaslamellen besetzt. Diese werden abhängig vom jeweiligen Sonnenstand automatisch über Stellmotoren geregelt.

## Schicksal der Familie Alfandary
Das Teppichgeschäft wurde in der Zeit des Nationalsozialismus aufgegeben und die Familie in alle Welt zerstreut. Einige Mitglieder der Familie wurden in Auschwitz ermordet. Ihres Schicksals und dessen anderer Sepharden in Berlin wurde im Jahr 2010 im Centrum Judaicum in der Neuen Synagoge in der Oranienburger Straße in der Ausstellung Vom Bospurus an die Spree – Türkische Juden in Berlin gedacht.